# Trafic sexuel au Japon
Le trafic sexuel au Japon est la traite des êtres humains à des fins d'exploitation sexuelle et d'esclavage qui se produit dans le pays. Le Japon est un pays d'origine, de destination et de transit pour les personnes victimes de la traite sexuelle.
Les citoyens japonais, principalement des femmes et des filles, sont victimes de trafic sexuel au Japon et, dans une moindre mesure, à l'étranger. Les victimes étrangères sont victimes de la traite à des fins sexuelles dans le pays,. Les enfants,, les mineurs et les personnes issues de familles en situation de pauvreté sont particulièrement vulnérables au trafic sexuel. Les victimes de la traite sexuelle sont trompées,,,, menacées,,, et contraintes à la prostitution. Leurs passeports et documents bancaires sont souvent confisqués. La servitude pour dettes est souvent utilisée,. Ils souffrent de traumatismes physiques et psychologiques,. Un certain nombre contractent des maladies sexuellement transmissibles à la suite d'un viol et vivent dans des conditions généralement médiocres. Certaines victimes secourues sont confrontées à l'ostracisme, à la dépression, et ou se suicident. La sextorsion en ligne et la création de pornographie de viol forcée sont des problèmes.
Les trafiquants, hommes et femmes, au Japon viennent d'horizons très divers et de toutes les classes sociales. Les trafiquants sont souvent membres ou facilités par des syndicats du crime, y compris les yakuza ou bōryokudan. Le trafic sexuel est lié aux industries du divertissement et du tourisme au Japon, et les femmes et les filles sont également victimes de la traite vers des entreprises s'adressant aux militaires et aux sous-traitants des Forces américaines au Japon. Les trafiquants utilisent les sites Internet, les e-mails et les applications pour attirer les victimes. Des ressortissants japonais se livrent au trafic cybersexuel,.
L'ampleur du trafic sexuel au Japon est difficile à connaître en raison de la nature souterraine des crimes liés au trafic sexuel, du fait que seule une petite minorité des cas sont signalés aux autorités et d'autres facteurs. Le gouvernement japonais est critiqué pour son manque d'efforts et de lois contre le trafic sexuel,,. Certains responsables japonais sont accusés d'être apathiques sur la question.

## Types

### Exploitation des enfants
Les filles, y compris les fugueuses, sont attirées, contraintes ou forcées à se prostituer au Japon. La création et la vente de pornographie enfantine au Japon est un problème omniprésent,,.
Certains étudiants japonais deviennent des enfants prostitués dans des entreprises de "rencontres au lycée" à Tokyo et dans d'autres villes,. Ces entreprises de rencontres sont connues sous le nom de "business JK (en)", qui est l'une des pratiques représentatives de l'exploitation sexuelle au Japon. Il s'agit d'une entreprise de rencontres rémunérées où les filles fournissent individuellement des services de rencontres à des hommes japonais moyennant des frais. Le "business JK" offre des "options cachées" et attire un grand nombre de lycéennes pour gagner de l'argent supplémentaire. Les preuves suggèrent que ces activités de rencontres sont des étapes préparatoires à des formes potentielles de prostitution et de maltraitance des enfants, cependant, ce type d'entreprise semble être socialement accepté et toléré. Selon le rapport 2018 sur la traite des personnes, 137 "business JK" sont identifiés et non fermées, 69 personnes sont arrêtées pour avoir participé à des activités criminelles entourant le "business JK".
Akihabara est considéré comme une plaque tournante du trafic sexuel d'enfants.

### Fausses promesses d'opportunités de travail
Outre les jeunes femmes et filles japonaises, les femmes étrangères qui travaillent ou migrent vers le Japon sont également vulnérables à l'exploitation sexuelle, en particulier celles du Cambodge, de Thaïlande et des Philippines. Ces victimes sont souvent attirées par de fausses promesses d'opportunités de travail au Japon et arrivent avec des visas de court séjour. Une fois arrivées au Japon, elles sont ensuite contraints au travail du sexe, cependant, leur implication dans l'industrie du divertissement pour adultes est généralement considérée comme volontaire, quelle que soit leur situation. Les facteurs tels que l'intimidation psychologique, les barrières linguistiques et les différences culturelles font que les femmes étrangères sont dans une position plus vulnérable.

#### Escroqueries aux modèles
Les citoyennes japonaises, en plus des femmes étrangères, sont trompées par des individus malveillants qui prétendent être des agents de mannequins. Les victimes sont alors convaincues de signer de faux contrats, les obligeant légalement à participer à la prostitution et à la production de pornographie,. Si les victimes tentent de refuser, les agents les menaceraient de payer des pénalités ou de révéler les vidéos à la famille de la victime. Les victimes sont également obligées de signer des contrats par lesquels elles renoncent à certains droits légaux, tels que les droits d'auteur des films dans lesquels elles sont représentées.

## Efforts de lutte contre le trafic sexuel

### Organisations non-gouvernementales
Lighthouse: Center for Human Trafficking Victims, une organisation à but non lucratif basée à Tokyo, travaille pour sauver et aider les victimes de la traite sexuelle au Japon, en les aidant à trouver des conseils juridiques, un abri et des soins médicaux,,,,. L'organisation crée et distribue du matériel de sensibilisation à la traite des êtres humains, notamment un manga intitulé Blue Heart.
Colabo mène également des efforts de lutte contre le trafic sexuel dans le pays,.

### Réponse du gouvernement
Les autorités japonaises prennent des mesures d'application de la loi contre le trafic sexuel d'adultes et d'enfants. La loi sur la sécurité de l'emploi (ESA) et la loi sur les normes du travail (LSA) criminalisent toutes deux le travail forcé, protègent la liberté mentale et physique des travailleurs et servent de mesure contre le trafic sexuel. La "Loi sur la réglementation et la répression des activités liées à la prostitution et à la pornographie des enfants et à la protection des enfants" criminalise l'exploitation sexuelle commerciale d'un enfant, y compris l'achat ou la vente d'enfants aux fins de production de pornographie ou de prostitution d'enfants. Le 29 mars 2016, une décision du cabinet est prise "Concernant les politiques de base sur les activités relatives aux mesures contre l'exploitation sexuelle des enfants". Cette décision visait à éradiquer la victimisation sexuelle des enfants résultant de la prostitution des enfants et de la production de pornographie mettant en scène des enfants. La Commission nationale de la sécurité publique est désignée pour régir l'ensemble des mesures contre l'exploitation sexuelle des enfants. La police travaille également en étroite collaboration avec les ministères et les autorités concernés pour réprimer les délits liés à la prostitution des enfants. Sept grandes préfectures maintiennent des ordonnances interdisant le "business JK", interdisant aux filles de moins de 18 ans de travailler dans des services de rencontres rémunérés ou obligeant les propriétaires de "business JK" à enregistrer leurs listes d'employés auprès des commissions locales de sécurité publique.